# Paul & Paula
Paul & Paula est un duo pop mixte américain, actif de 1962 à 1965, formé de Ray Hildebrand (né le 21 décembre 1940 et mort le 18 août 2023) et de Jill Jackson (née le 20 mai 1942). Il connaît le succès avec son premier single Hey Paula, vendu à deux millions d'exemplaires aux États-Unis et classé n°1 au Billboard en février 1963. Il sort trois albums durant les deux années suivantes, avant que Hildebrand décide de stopper cette carrière artistique pour continuer ses études. Le duo se reformera ponctuellement à quelques occasions.

## Discographie
Albums
- 1963 : We Go Together
- 1963 : Holiday for Teens
- 1964 : Paul & Paula Sing for Young Lovers

Compilations
- 1995 : The Best of Paul & Paula
- 2000 : Greatest Hits

Singles
- 1963 : Hey Paula
- 1964 : Young Lovers
- 1964 : First Quarrel